# How I Live Now
How I Live Now ist ein britischer Spielfilm des Regisseurs Kevin Macdonald aus dem Jahr 2013. Es ist die Verfilmung des gleichnamigen Romans (deutscher Titel So lebe ich jetzt) der Schriftstellerin Meg Rosoff.

## Handlung
Die fünfzehnjährige US-Amerikanerin Daisy wird von ihrem Vater ins kriegsbedrohte England geschickt, um dort den Sommer auf dem Land bei ihrer Tante Penn und deren Kindern Eddie, Isaac und der kleinen Piper zu verbringen. Anfangs bleibt sie verschlossen und reagiert unwillig auf die Versuche der anderen Kinder, ihr näher zu kommen. Erst als Penn nach Genf reist, um dort an einer Konferenz teilzunehmen, die den Krieg verhindern soll, öffnet sie sich ein wenig. Als die Kinder nachmittags schwimmen sind, explodiert in London eine Atombombe, der Krieg ist ausgebrochen.
Die auf sich allein gestellten Kinder finden sich nach anfänglichen Schwierigkeiten in der neuen Situation zurecht. Daisy bekommt durch das US-amerikanische Konsulat in Edinburgh die Möglichkeit, evakuiert zu werden, nutzt dies aber nicht, weil sie sich in Eddie verliebt hat, der ihre Gefühle erwidert.
Eines Tages werden sie von Soldaten aufgegriffen, die die Gruppe trennen. Die beiden Jungen kommen nach Gatesfield, Daisy und Piper werden bei einem Ehepaar untergebracht, deren Sohn im Krieg dient. Dort müssen sie zusammen mit anderen Frauen täglich Feldarbeit verrichten. Daisy schmiedet einen Fluchtplan, für den sie unter anderem Lebensmittel, eine Landkarte und eine Pistole stiehlt. Sie und Eddie haben sich bei der Trennung versprochen, dass sie sich zu Hause wieder treffen werden.
Als eines Nachts der Ort, in dem sie untergebracht sind, angegriffen wird, flieht Daisy zusammen mit Piper. Die beiden schlagen sich durch die Wildnis, entgehen Marodeuren und entkommen zwei Männern, die Piper gefangen genommen haben, indem Daisy einen erschießt und den anderen verwundet. Durch Zufall kommen sie zum inzwischen verlassenen Ort Gatesfield, wo Daisy in einer provisorisch errichteten Kaserne unter etlichen Leichen die von Isaac entdeckt.
Als die Mädchen zu Hause ankommen, finden sie das Haus leer und verwüstet vor. Sie räumen es auf und warten auf Eddie, den Daisy eines Tages schwer verletzt im Wald in der Nähe des Hauses findet. Sie pflegt seine Wunden, allerdings ist er stark traumatisiert, spricht nicht mehr und zeigt keine Gefühlsregungen. Aber Daisy gibt die Hoffnung nicht auf, dass er wieder gesund wird.

## Hintergrund

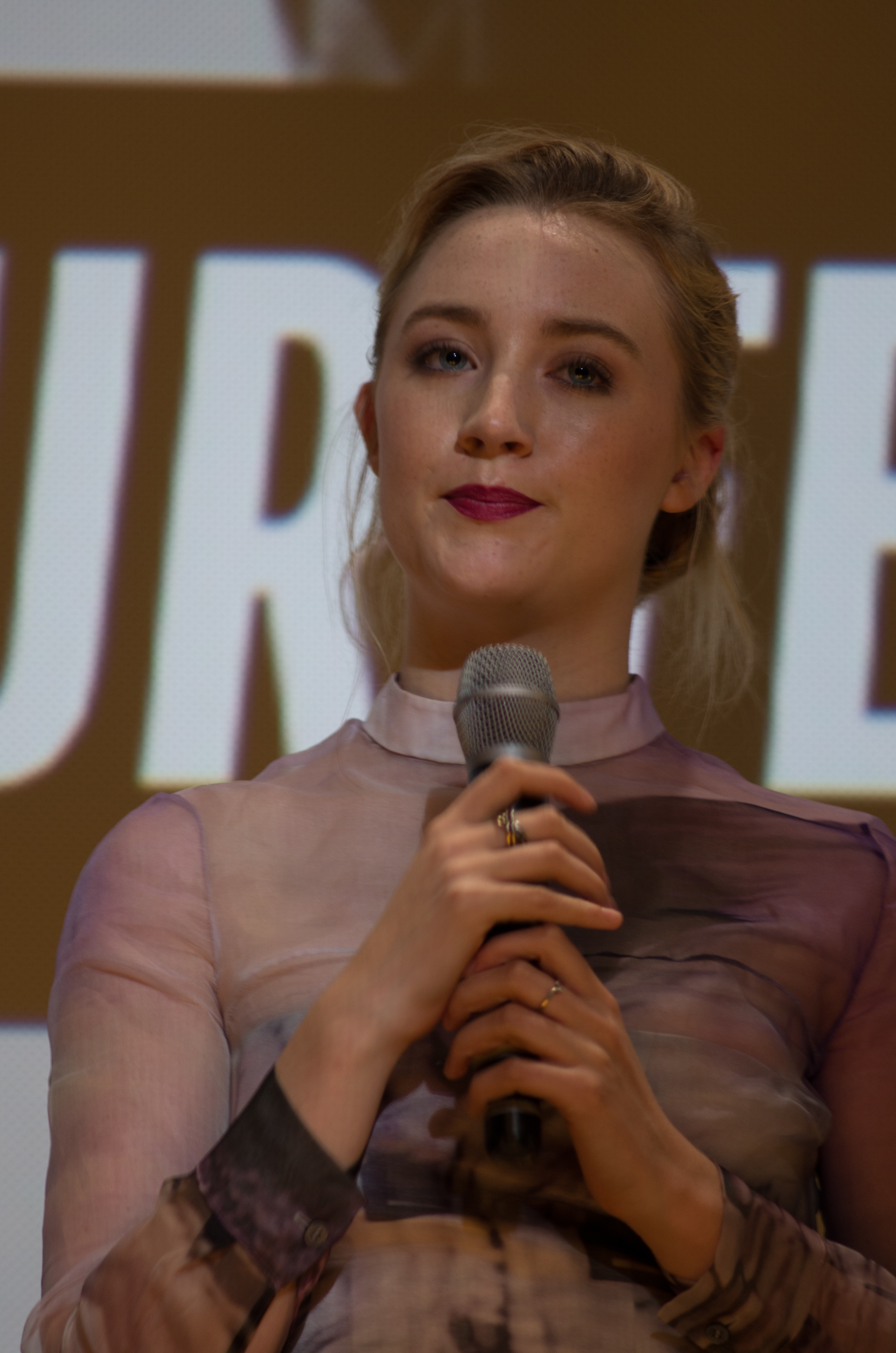
Saoirse Ronan bei der Premiere beim Toronto International Film Festival

How I Live Now wurde in Wales und England gedreht. Die Uraufführung war am 10. September 2013 im Rahmen des Toronto International Film Festivals. In Großbritannien kam der Film am 4. Oktober 2013 in die Kinos. In Deutschland wurde er am 27. Mai 2014 auf DVD und Blu-ray veröffentlicht.

## Synchronisation
How I Live Now wurde von der Scalamedia GmbH synchronisiert. Die Dialogregie führte Solveig Duda, die auch das Dialogbuch schrieb.
| Darsteller      | Deutscher Sprecher | Rolle            |
| --------------- | ------------------ | ---------------- |
| Saoirse Ronan   | Marcia von Rebay   | Daisy            |
| George MacKay   | Tobias Kern        | Eddie            |
| Harley Bird     | Lilia Duda         | Piper            |
| Tom Holland     | Malte Wetzel       | Isaac            |
| Danny McEvoy    | Mio Lechenmayr     | Joe              |
| Anna Chancellor | Claudia Lössl      | Tante Penn       |
| Corey Johnson   | Thomas Darchinger  | Konsulatsbeamter |
| Des McAleer     | Thomas Rauscher    | Major McEvoy     |
| Stella Gonet    | Marion Hartmann    | Mrs. McEvoy      |
| Darren Morfitt  | Julian Manuel      | Sergeant         |

## Rezeption
„Dystopisches Teenager-Drama um Heimat und deren gewaltsamen Verlust, suggestiv inszeniert und in der Hauptrolle ausdrucksstark gespielt.“

## Auszeichnungen
British Independent Film Awards 2013
- Nominierung in der Kategorie Bester Schauspieler für Saoirse Ronan
- Nominierung in der Kategorie Bester Newcomer für Harley Bird

Chicago International Film Festival 2013
- Nominierung in der Kategorie Audience Choice Award für Kevin Macdonald

Richard Attenborough Film Awards 2014
- British Breakthrough Award

Saturn Award 2014
- Nominierung in der Kategorie Bester internationaler Film
- Nominierung in der Kategorie Bester Nachwuchsschauspieler für Saoirse Ronan